# Hyrdebæk
Hyrdebæk (på tysk Büschau, Hirtenbek) er et mindre vandløb på gesten i Ugle Herred i Sydslesvig i den nordtyske delstat Slesvig-Holsten. Vandløbet udspringer et sted i Hjalm Mose (Jalmer Moor), løber sydøst om landsbyen Langsted og udmunder efter få km ved Byskov i Trenen.
Vandløbet er første gang nævnt i 1700-tallet. Navnet henføres til subst. hyrde. Det nuværende tyske navn er en elipse til skovnavnet Byskov (Byskov Å / Büschau Au blev til Büschau).